# Chiesa arcipretale di San Giacomo (Vila-real)
La chiesa arcipretale di Santiago (Església arxiprestal Sant Jaume in catalano e Iglesia arciprestal San Jaime in spagnolo) è una chiesa cattolica dedicata a Giacomo il Maggiore situata a Vila-real, in provincia di Castellón, in Spagna. È un Bien de Interés Cultural dal 2004.